# 陵阳镇 (青阳县)
陵阳镇，是中华人民共和国安徽省池州市青阳县下辖的一个乡镇级行政单位。

## 行政区划
陵阳镇下辖以下地区：
陵阳社区、分流村、分石村、陵阳村、星桥村、兰溪村、所村、谢村、崇觉村、上章村、沙埂村、梅山村、杨梅村、南阳村、三河村和清泉村。

## 中国传统村落
2013年8月，所村被评为第二批中国传统村落。